# Epigomphus subsimilis
Epigomphus subsimilis är en trollsländeart som beskrevs av Philip Powell Calvert 1920. Epigomphus subsimilis ingår i släktet Epigomphus och familjen flodtrollsländor. IUCN kategoriserar arten globalt som starkt hotad. Inga underarter finns listade i Catalogue of Life.